# Santiago Rodríguez (Fußballspieler)
Santiago Mariano Rodríguez Molina (* 8. Januar 2000 in Montevideo) ist ein uruguayischer Fußballspieler. Er spielt aktuell für den Botafogo FR in Brasilien.

## Karriere

### Verein
Santiago Rodríguez stammt aus der Nachwuchsabteilung des Erstligisten Nacional Montevideo aus der uruguayischen Hauptstadt. Zum Spieljahr 2019 wurde er in die erste Mannschaft befördert. Sein Pflichtspieldebüt bestritt er am 4. Februar 2019 in der Supercopa Uruguaya gegen den Erzrivalen Peñarol Montevideo. Er stand in der Startformation und bereitete mit einem Eckstoß das Tor zum 1:0 durch Marcos Angeleri vor. Später fiel der Ausgleich und in der 88. Spielminute flog der Mittelfeldspieler mit „glatt“ Rot vom Platz. Nacional hielt in Unterzahl das Unentschieden in der Verlängerung und gewann im Elfmeterschießen. Sein Ligadebüt gab er aufgrund seiner Sperre dann erst am 27. Februar (2. Spieltag der Apertura), als er bei der 1:4-Heimniederlage gegen die Montevideo Wanderers in der 56. Spielminute für Guillermo Cotugno eingewechselt wurde. Sein erstes Ligator im Trikot der Tricolores erzielte er am 24. März (6. Spieltag) beim 3:0-Heimsieg gegen Plaza Colonia. Er etablierte sich rasch als Stammspieler und beendete die Apertura mit neun Einsätzen, in denen ihm drei Tore und sechs Vorlagen gelangen. In der Clausura erzielte er in 11 Einsätzen ebenso drei Tore, während er weitere drei Treffer vorbereiten konnte. Die Apertura 2020 beendete er mit drei Toren und vier Vorlagen in 13 Ligaeinsätzen.
Am 3. November 2020 wurden die Transferrechte an Rodríguez an die City Football Group veräußert, die unter anderem im Besitz des Ligakonkurrenten Montevideo City Torque ist. Als Teil des Geschäfts wurde sein vorzeitiger Verbleib bei Nacional bis zum Jahresende vereinbart. Zu welchem Verein der Flügelspieler zum Jahr 2021 stoßen wird, wurde von offizieller Seite nicht genannt. Als mögliche Ziele wurden von der Fachpresse der Montevideo City Torque, der New York City FC und der FC Girona ausgemacht. In der Intermedio 2020 bestritt Rodríguez fünf Partien, in denen ihm zwei Treffer und ein Assist gelangen.
Zum 1. Januar 2021 schloss er sich Montevideo City Torque an. Von dort wurde er im Juni 2021 für eineinhalb Jahre an den New York City FC verliehen. Nachdem er mit den New Yorkern den MLS-Cup 2021 und den Campeones Cup 2022 gewonnen und sich als Stammkraft im offensiven Mittelfeld etabliert hatte, wurde er in New York im März 2023 als Designated Player bis 2027 fest unter Vertrag genommen.
Im Februar 2025 wurde der Wechsel von Rodríguez nach Rio de Janeiro bekannt, wo er beim Botafogo FR unterzeichnete. Der Uruguayer kostete umgerechnet 14,3 Millionen Euro Ablöse, mit Boni sind bis zu 16,2 Millionen Euro möglich. Der offensive Mittelfeldspieler reihte sich auf Platz vier im Ranking der teuersten Einkäufe der Vereinsgeschichte ein.

### Nationalmannschaft
Zwischen dem Jahr 2016 und 2017 absolvierte er für die uruguayische U17-Nationalmannschaft 21 Länderspiele, in denen ihm kein Torerfolg gelang. Seit Januar 2020 ist er uruguayischer U23-Nationalspieler.

## Erfolge
Nacional Montevideo
- Copa Libertadores (U-20): 2018
- Uruguayischer Meister: 2019, 2020
- Uruguayischer Supercup: 2019

New York City FC
- MLS Cup: 2021
- Campeones Cup: 2022